# خانه اسلامی

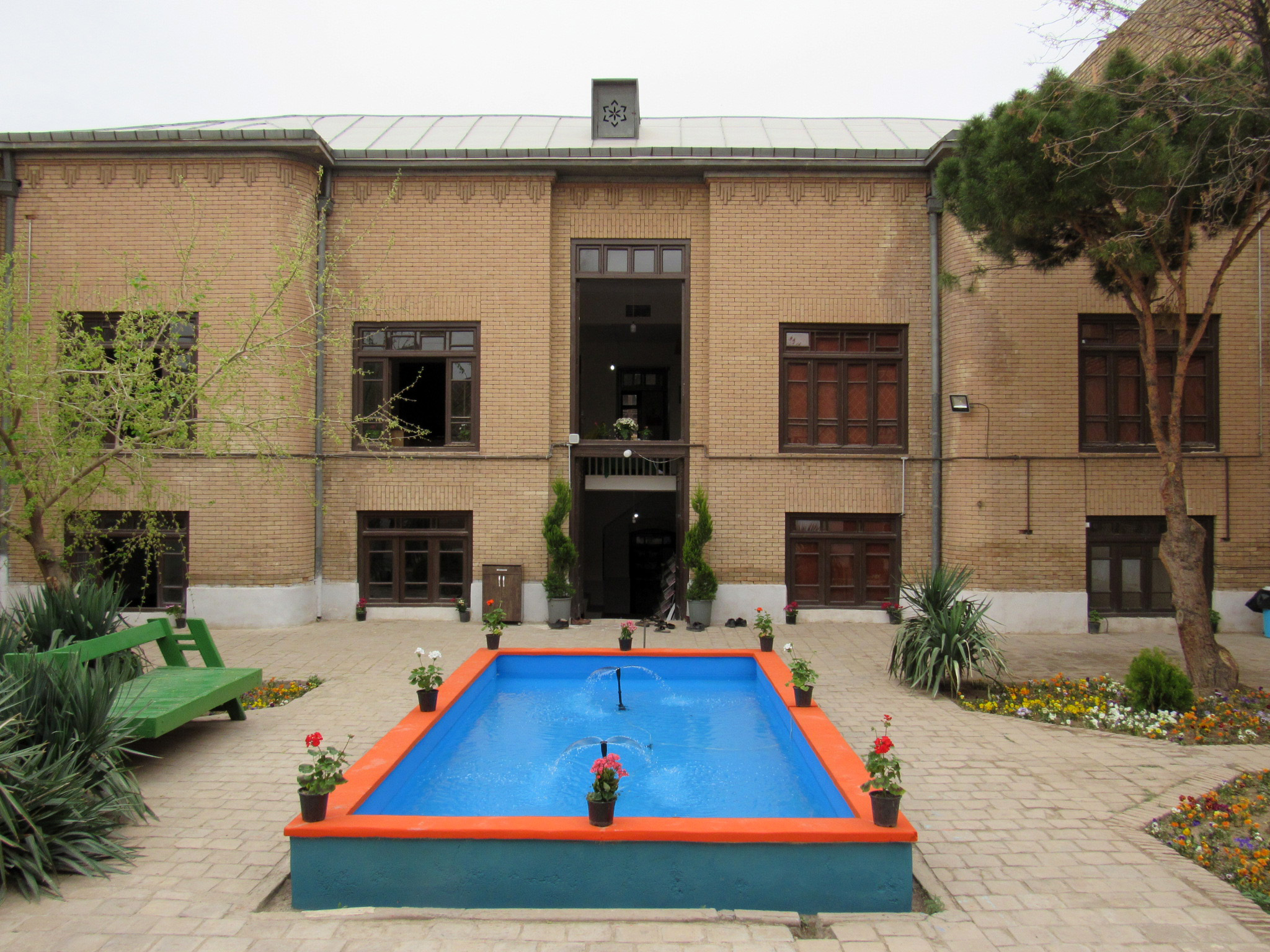
تصویری دیگر از خانه تاریخی اسلامی

خانه اسلامی مربوط به دوره قاجار است و در سبزوار، خیابان بیهق، کوچه مقابل مسجد پامنار، داخل بن‌بست واقع شده و این اثر در تاریخ ۲۵ اسفند ۱۳۸۰ با شمارهٔ ثبت ۵۱۴۹ به‌عنوان یکی از آثار ملی ایران به ثبت رسیده است.